# Jacopo Mostacci
Jacopo Mostacci, né au début des années 1240 à Pise ou à Messine et mort après 1262, est un poète italien, membre de l'École sicilienne.

## Biographie
Jacopo Mostacci serait né à Pise selon la Canzoniere palatine (chant palatin 418), mai selon une autre source il aurait pu naître à Messine en Sicile.
Jacopo Mostacci fut le fauconnier officiel de l'empereur Frédéric II du Saint-Empire ("falconerius Jacobus Mustacius"). Il fut également nommé ambassadeur dans le Comté d'Aragon par Manfred Ier de Sicile, fils de Frédéric II. Poète à ses heures, il était membre de l'École sicilienne qui constitua un moment important de l'histoire littéraire italienne, et contribua à l'émergence de la langue nationale italienne.
Jacopo Mostacci est l'auteur de quatre chansons pour troubadours. Avec d'autres poètes tels que Cielo d'Alcamo et Rinaldo d'Aquino, ils furent les chantres de l'Amour courtois.
Jacopo Mostacci s'opposa à un autre poète, Pierre Des Vignes, lors d'une joute oratoire, que le poète Giacomo da Lentini arbitra et relata dans un type de sonnet qu'il inventa, la Tenzone (débat amoureux).